# Coupe de la Ligue de basket féminine 2016-2017
 (août 2023).
Navigation
2015-2016 2017-2018
La Coupe de la Ligue suisse de basket-ball féminin 2016-2017 est la 14e édition de la Coupe de la Ligue suisse de basket-ball féminin. Elle regroupe les équipes classées aux 4 premiers rangs à l'issue du premier tour du Championnat suisse de LNA de basketball féminin, sous la forme d'un tournoi à élimination direct.

## Format
Les équipes classées du 1er au 4e rang à l’issue du premier tour de la phase préliminaire du championnat suisse de LNAF participent à la Coupe de la Ligue.
L’égalité entre équipes est réglée comme suit:
En cas d’égalité entre deux équipes au terme du premier tour de la phase préliminaire, sous réserve
de l’article 27 des Directives générales sur l’organisation des championnats de la SBL (DL 202 – forfait), la règle suivante est appliquée :
1. différence entre les points marqués et reçus sur l’ensemble du premier tour de la phase préliminaire
2. en cas de nouvelle égalité, l’équipe qui aura marqué le plus de points sur l’ensemble du premier tour de la phase préliminaire aura l’avantage
3. en cas de nouvelle égalité, le vainqueur de la confrontation directe du premier tour de la phase préliminaire aura l’avantage

### Demi-finales
Les rencontres des ½ finales de la Coupe de la Ligue se déroulent sur un seul match au domicile de l’équipe la mieux classée à l’issue du premier tour de la phase préliminaire.
L’ordre des rencontres est défini comme suit :
1er contre 4e (paire A)
2e contre 3e (paire B)
Les perdants des paires A et B sont éliminés et terminent la compétition.
Les équipes gagnantes des paires A et B sont qualifiées pour la finale de la Coupe de la Ligue.

### Finale
La finale se déroule sur un seul match.
L’ordonnancement (équipe recevante, équipe visiteuse) de la finale est défini par la SBL.

## Tableau
|  | Demi-finales | Demi-finales |  |  | Finale | Finale |
|  | Demi-finales | Demi-finales |  |  | Finale | Finale |
|  |              |              |  |  |        |        |
|  |              |              |  |  |        |        |
|  |              |              |  |  |        |        |
|  |              |              |  |  |        |        |
|  |              |              |  |  |        |        |
|  |              |              |  |  |        |        |
|  |              |              |  |  |        |        |
|  |              |              |  |  |        |        |
|  |              |              |  |  |        |        |
|  |              |              |  |  |        |        |
|  |              |              |  |  |        |        |
|  |              |              |  |  |        |        |
|  |              |              |  |  |        |        |